# Türkisch-Deutscher Akademischer Bund
Der Türkisch-Deutsche Akademische Bund (TDAB) ist ein Verein, „in dem sich türkischstämmige Kölner für Bildung, Chancengleichheit und bessere Perspektiven für Migrantenkinder engagieren“.

## Privatgymnasium Dialog
Von der Bezirksregierung Köln hat der TDAB am 16. Mai 2007 die Genehmigung zum Betrieb eines staatlich genehmigten, zweizügigen Gymnasiums in Köln mit Wirkung vom 1. August 2007 nach Erfüllung aller Voraussetzungen des Landes NRW erhalten. Das neue Gymnasium trägt den Namen „Privatgymnasium Dialog des T.D.A.B. e. V.“ (PGD). Start war mit zwei fünften Klassen am 6. August 2007.
Eine Besonderheit ist, dass Fünftklässler hier mit zwei Fremdsprachen (Englisch und entweder Türkisch oder Französisch) als Pflichtfächern beginnen. Unterrichtssprache ist Deutsch. Man will erreichen, dass die Klassen etwa zur Hälfte aus Kindern aus Migrantenfamilien bestehen. „Wir sind keine Eliteschule, wollen aber Menschen elitär fördern“, erklärte der Vorsitzende des TDAB, Alp Sarac. Man wolle ein Angebot für begabte Kinder machen, die mit einer „multikulturellen internationalen Perspektive“ aufwachsen wollen. Das verspreche beste Aussichten fürs Berufsleben.
Der Verein greift auf jahrelangen Erfahrungen im Bereich der Hausaufgabenbetreuung und Nachhilfe an verschiedenen Kölner Standorten zurück und gehört dem Netzwerk der international umstrittenen Gülen-Bewegung an.

## Kritik
Die Gründung von deutsch-türkischen Gymnasien hat zu Fragen nach dem Hintergrund der Schulträger geführt, insbesondere nach einer möglichen Verbindung zu dem türkischen Prediger Fethullah Gülen, der nach Meinung von Experten mit seinen Eliteschulen die „Führer von morgen“ erziehen will. Von Arp Sarac wird eine Verbindung zu Gülen bestritten, den er aber auch nicht „verteufeln“ möchte. Gülen sei ein viel gelesener, „konstruktiver Denker, der keine Dogmen kennt“.